# Anta Pirak
Anta Pavvasson Pirak, född 8 november 1873 i Jokkmokks församling, Norrbottens län, död där 28 juli 1951 var en svensk-samisk renskötare, lärare och författare.

## Biografi
Anta Pirak växte upp i en renskötarfamilj i Sirges sameby i Jokkmokks kommun. Han utbildade sig till lärare på småskoleseminariet i Mattisudden 1892–1894 och arbetade sedan som nomadlärare vid sidan av renskötseln. Arbetena var svårförenliga och han övergick så småningom till renskötseln på heltid. 
Pirak skapade hösten 1926 den bok som han senare blev berömd för. Han berättade på lulesamiska för prästen Harald Grundström vid ett antal tillfällen i Svenska Turistföreningens Pårtestuga och Grundström översatte till svenska.  Den svenska versionen, En nomad och hans liv, kom ut 1932. År 1937 gavs den ut som den första boken på lulesamiska, som var skriven av en same, Jåhttesáme viessom. I boken beskrivs renskötande Jokkmokksamers liv.
Pirak avled 1951 i Jåkkåkaska sameby.

## Filmografi
- 1939 – Midnattssolens son